# 北京女子师范大学

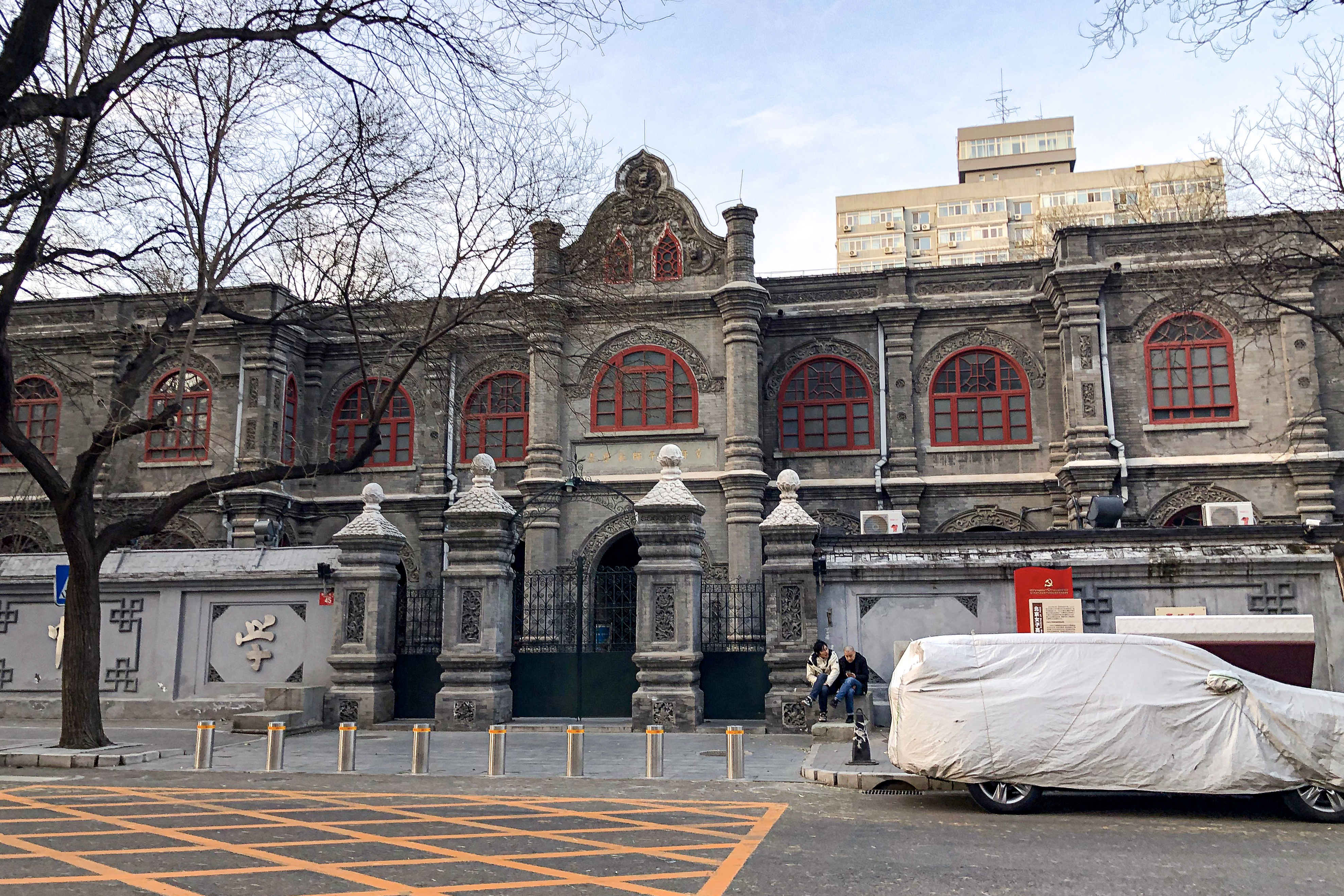
京师女子师范学堂旧址

北京女子师范大学，北京师范大学的前身之一。

## 历史
清光绪三十四年（1908年）七月，京师女子师范学堂成立。宣统元年 （1909年），学校建成。1912年改名北京女子师范学校。1917年增设教育国文专修科一班，设立附属中学，筹备改组高等师范。1919年4月正式更名为北京女子高等师范学校（简称“女高师”）。
1923年6月，北京女高师公布了《北京女子高等师范学校添设女子大学预科缘起及招生简章》。1923年7月起招考女子大学预科一年级两班，各40名。1923年9月开学后，实际招收大学预科生文科48名，理科24名。1924年6月学科设置为：
- 高等部
  - 文科
    - 国文系
    - 史地系
    - 教育系
    - 哲学系
    - 英语系

  - 理科
    - 数理系
    - 理化系
    - 博物系

  - 音乐科
    - 音乐系

  - 体育科
    - 体育系
- 大学预科
  - 甲部
    - 文科

  - 乙部
    - 理科
- 补习科
  - 特别科
  - 普通科

1924年2月28日，杨荫榆继任北京女高师校长，接到教育部指令，称：“查该校原为养成女学师资而设，近来女子教育渐见发达，需人正多，所请改办女子大学一节未便照准。至新招大学预科学生为时尚少，所习课程亦属普通学科，得由该校长改编高师第一年级与旧有学生一律待遇”。杨荫榆呈请教育部，拟将北京女高师升格改办为女子师范大学：“近今国内中等学校既已分成初高两部，增加修业年限，则高等专门以上学校自应有相当之改革，以为高级中学毕业者升学之地步。而在高等师范学校尤宜提高程度，毕业以后方可适应高级中学师资之需求。现时国立各校改办大学及师范大学者已有成例，女子教育似应视同一律，查《学校系统改革案》第二十二条师范大学项下附注云，依旧制设立之高等师范学校应于相当时期内提高程度，收受高级中学毕业生，修业年限四年，称为师范大学校。是旧制高师允宜改办师范大学，若仍改编为旧制高师，实与新定学制相矛盾，审度再四，唯有将本校改办女子师范大学以符大部注重女学师资之本意而应时势之需要”。
1924年5月2日，教育部下令照准北京女高师改为国立北京女子师范大学校（简称“女师大”）。5月30日，女高师校评议会与筹办女子师范大学委员会开联席会议，通过了《国立北京女子师范大学组织大纲》和《国立北京女子师范大学教职员待遇简章》。6月18日，校教务会议议定《国立北京女子师范大学招生简章》。1924年7月29日，教育部令准北京女高师所拟的《国立北京女子师范大学组织大纲》试行。8月1日，教育部函聘杨荫榆为北京女子师范大学校长。9月22日，北京女子师范大学开学并举行成立典礼。北京女子师范大学以“养成中等学校师资、养成教育行政人员、研究高深学术、发展女性特长”为宗旨，大学本科设有教育学系、心理学系、国文学系、英文学系、史学地理学系、数学物理学系、物理化学系、博物学系，修业年限为4年，实行学分制，毕业时得受学士学位。除本科外，还设有预科、专修科等。
1928年与其他8所国立高校合并组建北平大学，改称国立北平大学第二师范学院，专门招收女生。1929年改名国立北平大学女子师范学院，1931年7月并入国立北平师范大学。

## 知名校友
- 石评梅
- 庐隐
- 苏雪林
- 谢冰莹
- 刘和珍
- 许广平
- 陆晶清